# Bătălia de la Djahy
Bătălia de la Djahy (Canaan) a avut loc în cca. 1178 î.Hr. sau 1175 î.Hr. între Noul Regat Egiptean condus de către Ramses al III-lea și popoarele mării. Deși egiptenii au învins în această luptă, la fel ca și în Bătălia din Deltă (cca. 1178 î.Hr. sau 1175 î.Hr.), acest lucru nu a salvat statul egiptean care a intrat în colaps.